# Haderonia thermolimna
Haderonia thermolimna là một loài bướm đêm trong họ Noctuidae.